# Adam Kanigowski
Adam Kanigowski (ur. 15 kwietnia 1989 w Toruniu) – polski matematyk, laureat Nagrody EMS z 2024 roku. Zajmuje się układami dynamicznymi i teorią ergodyczną.

## Życiorys
Urodził się 15 kwietnia 1989 roku. Wykazywał duże uzdolnienia matematyczne, już będąc uczniem toruńskiego IV LO im. Tadeusza Kościuszki, zostając w 2007 roku finalistą, a rok później laureatem Olimpiady Matematycznej. W latach 2008–2012 studiował na Wydziale Matematyki i Informatyki Uniwersytetu Mikołaja Kopernika w Toruniu, gdzie w 2012 roku uzyskał tytuł magistra matematyki.
Po odbyciu studiów doktoranckich w Instytucie Matematycznym Polskiej Akademii Nauk obronił w 2015 roku doktorat (rozprawa doktorska Własności ergodyczne gładkich potoków na powierzchniach). Jego promotorem był Mariusz Lemańczyk, a promotorką pomocniczą Joanna Kułaga-Przymus. Za rozprawę doktorską otrzymał w 2016 roku Międzynarodową Nagrodę im. Stefana Banacha. W 2022 roku został doktorem habilitowanym (stopień nadał mu Uniwersytet Mikołaja Kopernika w Toruniu).
W latach 2015–2018 pracował (w ramach stażu podoktorskiego) na Uniwersytecie Stanu Pensylwania, w 2018 roku został zatrudniony na Uniwersytecie Marylandu w College Park, a w 2022 roku na Uniwersytecie Jagiellońskim w Krakowie, w Centrum Zaawansowanych Badań Matematycznych.

## Publikacje i osiągnięcia
Autor ponad 30 artykułów naukowych. Swoje prace publikował m.in. w „Ergodic Theory and Dynamical Systems”, „Journal of Modern Dynamics”, „Communications in Mathematical Physics", „Duke Mathematical Journal” i najbardziej prestiżowych czasopismach matematycznych świata: „Annals of Mathematics”, „Journal of the American Mathematical Society”, „Inventiones Mathematicae”.
Zainteresowania naukowe Kanigowskiego skupiają się wokół układów dynamicznych i teorii ergodycznej oraz ich związków z teorią liczb, geometrią i teorią prawdopodobieństwa. W szczególności bada on losowość i chaos w gładkich układach dynamicznych, problemy klasyfikacyjne w abstrakcyjnej teorii ergodycznej oraz niestandardowe twierdzenia ergodyczne, które znajdują zastosowanie w teorii liczb. Razem ze współautorami z powodzeniem rozwiązał m.in. problemy Ratner i Rokhlina oraz rozstrzygnął hipotezy Katoka i Sarnaka.

## Wyróżnienia
W 2015 roku otrzymał Nagrodę Polskiego Towarzystwa Matematycznego dla Młodych Matematyków, w 2016 roku Międzynarodową Nagrodę im. Stefana Banacha za rozprawę doktorską, a w 2017 roku Nagrodę im. Kazimierza Kuratowskiego. W 2024 roku został laureatem Nagrody Instytutu Matematycznego PAN za wybitne osiągnięcia naukowe w zakresie matematyki. Nagrodzono go za fundamentalne wyniki z zakresu układów dynamicznych i teorii ergodycznej. W tym samym roku uhonorowano go prestiżową Nagrodą EMS za wybitny wkład w klasyfikację spektralną i własności mieszające wolno chaotycznych układów dynamicznych (spectral classification and the mixing properties of slowly chaotic dynamical systems). W roku 2024 został także laureatem Nagrody Naukowej im. Wacława Sierpińskiego w dziedzinie matematyki. W 2025 roku otrzymał (za rok 2024) Nagrodę Główną PTM im. Stefana Banacha za istotny wkład w rozwój układów dynamicznych i teorii ergodycznej oraz ich interakcji z teorią liczb, fizyką matematyczną i teorią prawdopodobieństwa.

## Życie prywatne
Ma dwie córki. W czerwcu 2024 roku w Austrii ukończył swoje pierwsze zawody triatlonowe Ironman.